# Serie A2 2011-2012 - Girone D (pallamano maschile)

## Formula
- Le 6 squadre partecipanti hanno disputato un girone all'italiana di andata e ritorno e successivamente un altro girone di sola andata; al termine la prima classificata è stata promossa in serie A1 nella stagione successiva mentre la squadra classificata all'ultimo posto è stata retrocessa in serie B nella stagione successiva.

## Squadre partecipanti
- Chiaravalle
- Cingoli (V.I.E.G.)
- Pallamano Guardiagrele (Intec)

- Virtus Roma
- Monteprandone
- CUS L'Aquila

## Risultati

### Primo girone andata e ritorno
| andata | 1ª giornata              | ritorno |
| ------ | ------------------------ | ------- |
| 29-26  | Monteprandone - L'Aquila | 30-23   |
| 39-27  | Cingoli - Guardiagrele   | 28-26   |

| andata | 4ª giornata                | ritorno |
| ------ | -------------------------- | ------- |
| 31-22  | Cingoli - Monteprandone    | 28-25   |
| 33-35  | Guardiagrele - Chiaravalle | 27-37   |

| andata | 7ª giornata                 | ritorno |
| ------ | --------------------------- | ------- |
| 29-25  | Chiaravalle - Monteprandone | 28-33   |
| 21-31  | L'Aquila - Cingoli          | 23-37   |
| 20-23  | Guardiagrele - Roma         | 24-32   |

| andata | 2ª giornata                  | ritorno |
| ------ | ---------------------------- | ------- |
| 28-29  | Guardiagrele - Monteprandone | 34-43   |
| 24-28  | Roma - Cingoli               | 21-42   |

| andata | 5ª giornata             | ritorno |
| ------ | ----------------------- | ------- |
| 37-25  | Chiaravalle - Roma      | 34-31   |
| 40-33  | L'Aquila - Guardiagrele | 26-31   |

| andata | 3ª giornata            | ritorno |
| ------ | ---------------------- | ------- |
| 24-21  | Monteprandone - Roma   | 28-32   |
| 39-22  | Chiaravalle - L'Aquila | 32-33   |

| andata | 6ª giornata           | ritorno |
| ------ | --------------------- | ------- |
| 34-27  | Roma - L'Aquila       | 32-28   |
| 31-20  | Cingoli - Chiaravalle | 36-32   |

### Secondo girone di sola andata
| andata | 1ª giornata              |  |
| ------ | ------------------------ |  |
| 31-23  | Monteprandone - L'Aquila |  |
| 38-17  | Cingoli - Guardiagrele   |  |

| andata | 4ª giornata                |  |
| ------ | -------------------------- |  |
| 34-23  | Cingoli - Monteprandone    |  |
| 33-39  | Guardiagrele - Chiaravalle |  |

| andata | 7ª giornata                 |  |
| ------ | --------------------------- |  |
| 31-28  | Chiaravalle - Monteprandone |  |
| 25-34  | L'Aquila - Cingoli          |  |
| 21-35  | Guardiagrele - Roma         |  |

| andata | 2ª giornata                  |  |
| ------ | ---------------------------- |  |
| 32-28  | Guardiagrele - Monteprandone |  |
| 21-25  | Roma - Cingoli               |  |

| andata | 5ª giornata             |  |
| ------ | ----------------------- |  |
| 26-31  | Chiaravalle - Roma      |  |
| 26-28  | L'Aquila - Guardiagrele |  |

| andata | 3ª giornata            |  |
| ------ | ---------------------- |  |
| 28-31  | Monteprandone - Roma   |  |
| 33-29  | Chiaravalle - L'Aquila |  |

| andata | 6ª giornata           |  |
| ------ | --------------------- |  |
| 25-20  | Roma - L'Aquila       |  |
| 44-31  | Cingoli - Chiaravalle |  |

## Classifica
|  | Pos. | Squadra                | Pt | G  | V  | N | P  | GF  | GS  | DR   |
|  | ---- | ---------------------- | -- | -- | -- | - | -- | --- | --- | ---- |
|  | 1.   | Cingoli                | 45 | 15 | 15 | 0 | 0  | 506 | 358 | +148 |
|  | 2.   | Chiaravalle            | 28 | 15 | 9  | 0 | 6  | 483 | 461 | +22  |
|  | 3.   | Virtus Roma            | 27 | 15 | 9  | 0 | 6  | 418 | 412 | +6   |
|  | 4.   | Monteprandone          | 21 | 15 | 7  | 0 | 8  | 426 | 431 | -5   |
|  | 5.   | Pallamano Guardiagrele | 9  | 15 | 3  | 0 | 12 | 414 | 498 | -84  |
|  | 6.   | CUS L'Aquila           | 5  | 15 | 2  | 0 | 13 | 392 | 479 | -87  |

Legenda:

      Promossa in Serie A1 2012-2013
      Retrocessa in Serie B 2012-2013

## Verdetti
- Cingoli: promossa in Serie A1 2012-2013.
- CUS L'Aquila: retrocessa in Serie B 2012-2013.